# Schrubber

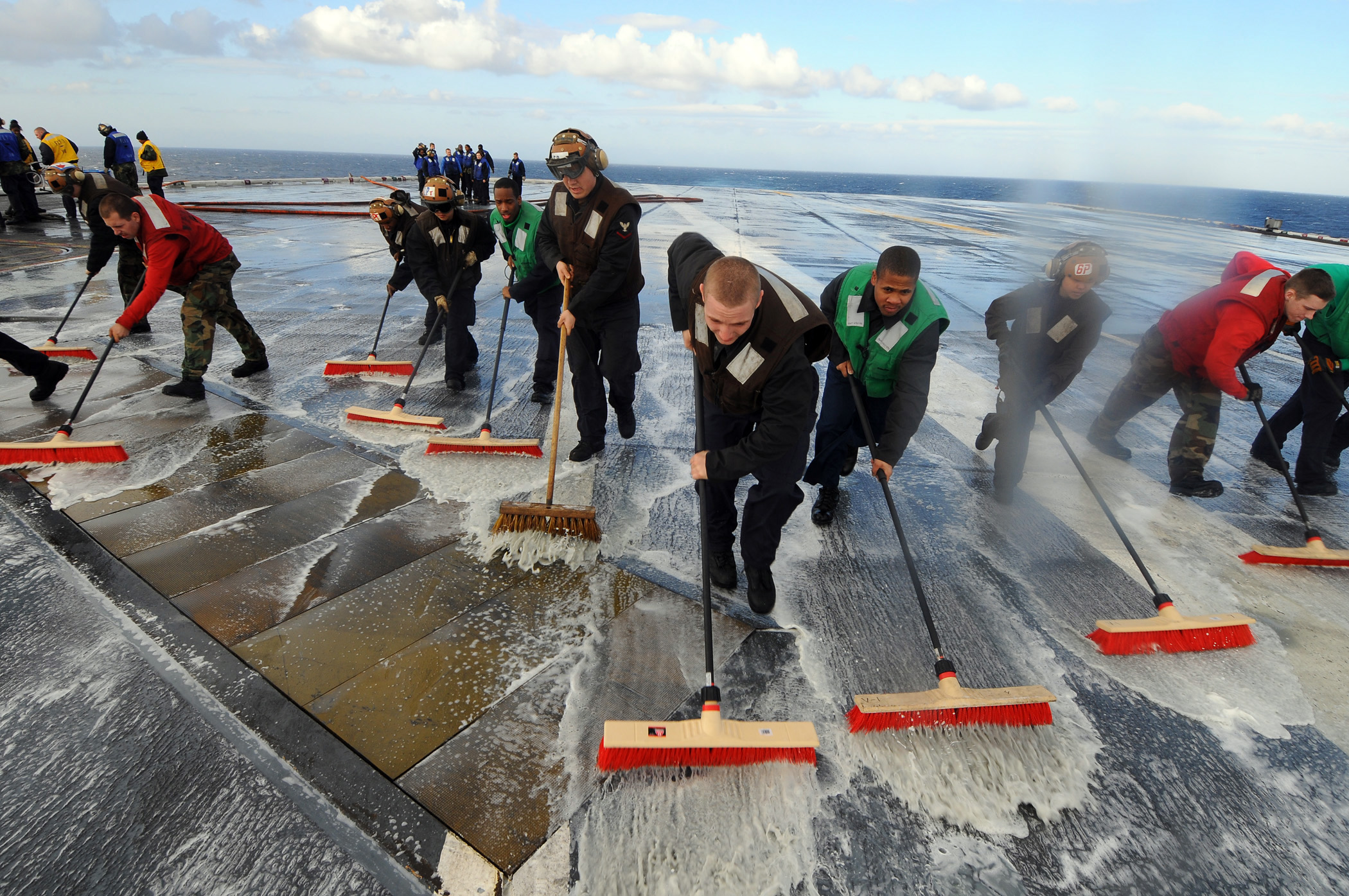
Seeleute schrubben ein Deck

Ein Schrubber ist ein Arbeitsgerät, bestehend aus einer breiten Bürste an einem langen Stiel. Der Schrubber wird zum Reinigen von harten Fußbodenbelägen verwendet, man schrubbt mit ihm den Boden ab. Im Gegensatz zum Besen, mit dem gefegt wird, ist der Schrubber mit harten Borsten besetzt. Damit lässt sich auch nass, mit Wasser oder flüssigen Putzmitteln, arbeiten. Um den Bürstenteil kann auch ein abnehmbarer Putzlappen, Wischlappen oder Feudel gewickelt werden, mit Putzwasser getränkt zum Putzen oder zum Trockenwischen. Mittlerweile wird aber meist auf andere Putzinstrumente zurückgegriffen.
In Norddeutschland und in der Seemannssprache wird der Schrubber auch Leuwagen genannt. Scherzhaft wird in Großunternehmen oder Büros eine Reinigungskolonne auch als „Leuwagenballett“ bezeichnet.